# Marcus Hannesbo
Marcus Serup Hannesbo (* 11. Mai 2002) ist ein dänischer Fußballspieler. Er spielt bei Aalborg BK und ist Juniorennationalspieler Dänemarks.

## Karriere

### Verein
Marcus Hannesbo kam als Kind in das Nachwuchsleistungszentrum von Aalborg BK. Am 4. März 2020 debütierte er im Alter von 17 Jahren beim 2:0-Sieg im Viertelfinale im dänischen Pokal gegen den FC Kopenhagen als Profi. Dieser Einsatz blieb vorerst Hannesbos einziger für die Profimannschaft, da er in der Folgezeit entweder in der U19 oder in der Reservemannschaft spielte. Nachdem er in der Winterpause der Saison 2020/21 am Trainingslager der Profimannschaft teilnahm, folgte sein Debüt in der Superligæn, als er beim 2:3 im Heimspiel am 3. Februar 2021 in der Anfangsformation stand und in der 39. Minute das Tor zum zwischenzeitlichen 2:0 schoss. In der Folgezeit kam Marcus Hannesbo, der am 11. Februar 2021 in die erste Mannschaft aufrückte, häufiger in der Profimannschaft zum Einsatz.

### Nationalmannschaft
Am 8. Oktober 2020 debütierte Marcus Hannesbo beim 1:3 im Testspiel gegen Polen für Dänemarks U19-Nationalmannschaft. Es blieb sein einziger Einsatz für diese Altersklasse.